# Pseudo-Matthäus-Evangelium

Jörg Ratgeb: Christus zerstört die heidnischen Götzenbilder, Wandgemälde um 1520 im Karmeliterkloster (Frankfurt). Das Motiv ist den Kapiteln 22–24 des Pseudo-Matthäus entnommen.

Das Pseudo-Matthäus-Evangelium (PsMt) ist ein apokryphes Evangelium, das sich mit Einzelheiten der Kindheit Jesu bis zum Alter von 12 Jahren befasst. Der Gattung nach ist es somit genauer ein Kindheitsevangelium. Es handelt sich dabei vor allem um Ausschmückungen von Themen, die in den Evangelien nach Matthäus und Lukas nur kurz berichtet werden.
Der Titel Pseudo-Matthäus-Evangelium stammt von Konstantin von Tischendorf, der den Text herausbrachte. J. Gijsel und R. Beyers geben die wahrscheinliche Entstehungszeit des Werkes mit 600–625 n. Chr. an. Die ältesten Manuskripte stammen aus dem frühen neunten Jahrhundert.

## Inhalt
Dem eigentlichen Text des Evangeliums geht in Textfamilie P ein Prolog voran, in dem sich Jakobus, der Sohn Josephs als Verfasser vorstellt. Die Textfamilie A hat stattdessen einen fiktiven Briefwechsel zwischen den Bischöfen Chromatius und Heliodor auf der einen Seite und Hieronymus auf der anderen Seite.
Der Inhalt des Textes ist vor allem eine bearbeitete Wiedergabe des Protoevangeliums des Jakobus, gefolgt von einem Bericht über die Flucht nach Ägypten (aus unbekannter Quelle) und einer bearbeiteten Wiedergabe des Kindheitsevangeliums nach Thomas. Diese Quellen werden im Pseudo-Matthäus-Evangelium redaktionell zu einem einzigen Gesamtwerk zusammengefügt. Über den Informationsgehalt seiner Quellen hinaus geht das Pseudo-Evangelium mit der Erwähnung, dass bei der Geburt Jesu Ochs und Esel anwesend waren.

## Wirkung
Das Evangelium hatte einen großen Einfluss auf das Denken und die Ikonographie im Mittelalter. Dies hing teilweise damit zusammen, dass es in der Legenda aurea enthalten war und Geschichten in die Armenbibel mit aufgenommen wurden.
Abgeleitet von diesem Evangelium war unter anderem der Text Libellus de Nativitate Sanctae Mariae, der einfach den frühen Teil über die Geburt Marias darstellt. Ein anderer Text, der vom Pseudo-Matthäus-Evangelium abgeleitet ist, ist das arabische Kindheitsevangelium, das viele übernatürliche Ausschmückungen enthält.